# Euclimacia badia
Euclimacia badia är en insektsart som beskrevs av Okamoto 1910. Euclimacia badia ingår i släktet Euclimacia och familjen fångsländor. Inga underarter finns listade i Catalogue of Life.